# William Frishmuth
William Frishmuth (1830 - 1er août 1893) est un métallurgiste et architecte germano-américain. Il est particulièrement réputé pour son travail de l'aluminium, dont il élabore les méthodes de production. On lui doit également d'avoir réalisé la coiffe du Washington Monument.

## Biographie
William Frishmuth naît à Cobourg en duché de Saxe-Cobourg et Gotha en 1830. Il étudie avec Friedrich Wöhler que l'on considère souvent comme étant le découvreur de l'aluminium et qui dépose le premier brevet de son raffinement.
En 1855, Frishmuth s'installe à Philadelphie et prend la nationalité américaine. Il fonde la Frishmuth Foundry, spécialisée dans la fonte de l'aluminium et première en son genre aux États-Unis.
En 1861, il devient agent secret pour le compte du ministère de la Guerre sur une requête d'Abraham Lincoln. Le 5 novembre 1861, il reçoit ordre de la part du président, confirmé par Curtin, le gouverneur de Pennsylvanie, de créer un régiment de cavalerie. En 1862, son régiment est enrôlé pour le service actif et il est nommé colonel. Il demeure colonel du 113e régiment, 12e cavalerie de Pennsylvanie jusqu'au 20 avril 1862.
En 1876, il produit la première coulée authentique d'aluminium faite en Amérique dans sa fonderie de Philadelphie, classé monument historique de l'ASM (American Society for Materials) en 1985. Pour ce faire, il avait privilégié la méthode chimique au lieu de la méthode électrolytique, plus classique et qui reste le standard de nos jours. 
En 1876 commencent les travaux du Washington Monument, qui avaient été bloqués par la Guerre de Sécession et par le manque de fonds. Frishmuth réalise les travaux de revêtement métallique. Le génie de l'armée lui demande alors de construire une petite coiffe pour le monument en forme de pyramide qui devait agir comme paratonnerre. Frishmuth propose de la réaliser en aluminium, inoxydable, facilement polissable et gravable, et dont la couleur blanche devait bien se marier avec celle du granit du monument
En 1884, il réalise la coulée de la coiffe du Washington Monument, qui devient ainsi le premier usage architectural de l'aluminium en architecture. Notons qu'à cette époque l'aluminium est presque aussi cher que l'argent ($1 l'once contre $1,3 ; sachant qu'il a fallu 100 onces d'aluminium pour réaliser la coiffe). 
Au cours de sa vie, Frishmuth reçoit 12 brevets, principalement sur le revêtement par électrodéposition et sur la production de l'aluminium.
On le retrouve mort chez lui à Philadelphie le 1er août 1893, blessé par sa propre arme à feu.
Chaque année, l'AFS (American Foundry Society) offre la Frishmuth Award au « fondeur de l'année ».